# Mòng biển nhỏ

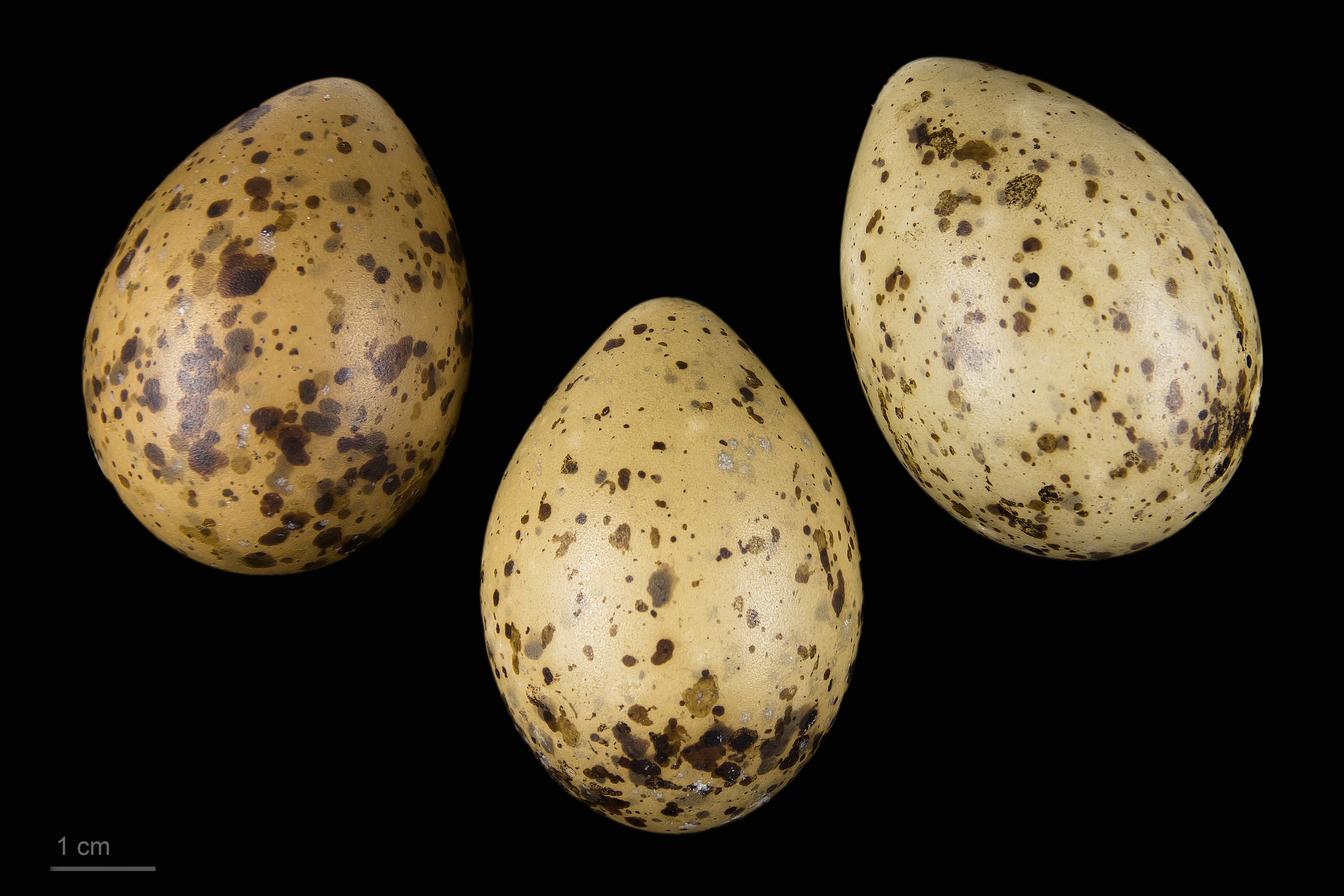
Hydrocoloeus minutus

Mòng biển nhỏ (Hydrocoloeus minutus) là một loài chim biển trong Họ Mòng biển.
Loài chim này sinh sống và sinh sản ở miền bắc châu Âu và châu Á. Chúng cũng có các quần thể nhỏ trong các khu vực miền nam Canada. Chúng là loài di cư, trú đông trên bờ biển ở Tây Âu, Địa Trung Hải và (với số lượng nhỏ) phía đông bắc Hoa Kỳ; trong những năm gần đây những cá thể chim không sinh sản trải qua mùa hè ở Tây Âu ngày càng tăng. Như là trường hợp với nhiều loài mòng biển, loài này theo truyền thống được đặt trong chi Larus. Do đó, đây là thành viên duy nhất của chi Hydrocoloeus (mặc dù đã có những đề xuất rằng mòng biển Ross cũng nên được đặt vào trong chi này). Loài mòng biển này sinh sản thành đàn trên các đầm lầy nước ngọt, chúng xây tổ trên các cây cỏ và mặt đất giữa thảm thực vật. Thông thường, chúng đẻ từ 2-6 quả trứng.
Đây là loài mòng biển nhỏ nhất, với chiều dài 25–30 cm, sải cánh dài 61–78 cm, và khối lượng 68-162 g. Chúng có màu xám nhạt giống bộ lông của loài mòng biển mào đen, dưới cánh tối màu và thường có màu hơi hồng trên ức. Vào mùa đông, đầu chuyển sang màu trắng ngoại trừ chóp đầu và điểm mắt tối màu hơn. Mỏ mỏng và màu đen và chân màu đỏ sẫm. Chim non có những mảng màu đen trên đầu và phần trên lưng, và hình "W" trên cánh và cần ba năm để trưởng thành. Chúng bắt mồi khỏi mặt nước, và do đó cũng bắt côn trùng trong không khí như một loài nhạn biển đen.